# Xã Lake Hattie, Quận Hubbard, Minnesota
Xã Lake Hattie (tiếng Anh: Lake Hattie Township) là một xã thuộc quận Hubbard, tiểu bang Minnesota, Hoa Kỳ. Năm 2010, dân số của xã này là 202 người.